# Ferdinand I. (HRR)

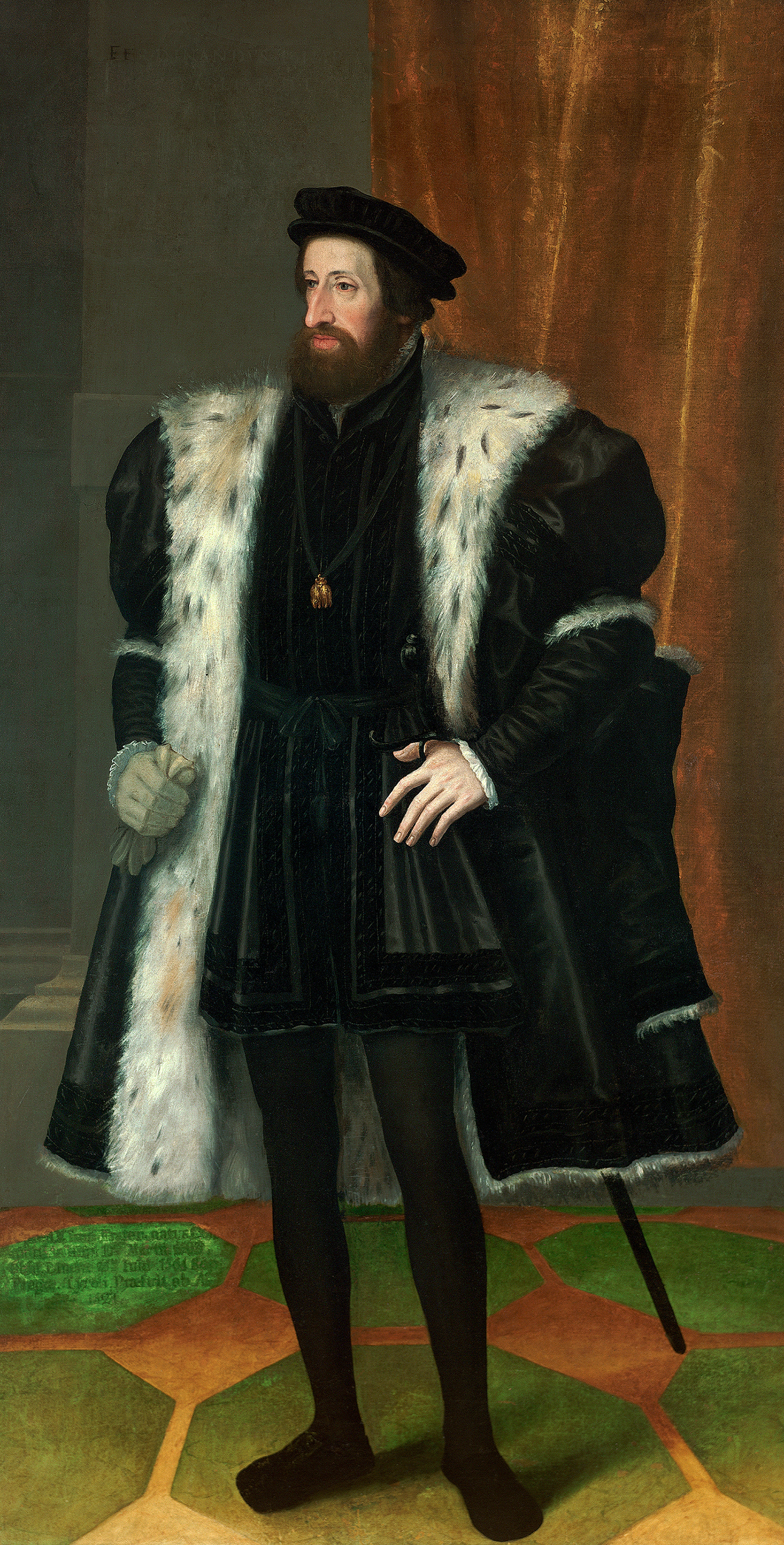
Hans Bocksberger der Ältere, Ferdinand I., Kaiser des Heiligen Römischen Reiches, Kunsthistorisches Museum
Ferdinands Unterschrift:

Ferdinand I. (* 10. März 1503 in Alcalá de Henares bei Madrid; † 25. Juli 1564 in Wien) aus dem Geschlecht der Habsburger war von 1558 bis 1564 Kaiser des Heiligen Römischen Reiches. Ab 1521 war er als Erzherzog von Österreich Herrscher in den habsburgischen Erblanden und ab 1526/1527 König von Böhmen, Kroatien und Ungarn. Bereits zu Lebzeiten seines Bruders, des Kaisers Karl V., wurde er 1531 zum römisch-deutschen König gewählt und war der letzte römisch-deutsche König, der in Aachen gekrönt wurde.
Ferdinand stand lange im Schatten seines Bruders, aber auch bevor er diesem im Reich nachfolgte, spielte er eine beachtliche Rolle. Durch die Erbteilung von 1521 erhielt er die habsburgischen Erblande, während Karl V. die spanischen Besitzungen und die burgundischen Niederlande bekam. In seinen Herrschaftsgebieten baute Ferdinand eine Behördenorganisation auf, die zur Basis der Verwaltung der kommenden Jahrhunderte wurde. Durch das Erbe seiner Frau fiel der Anspruch auf die Königreiche Böhmen und Ungarn an ihn. Auch wenn er Ungarn gegen die Osmanen und konkurrierende einheimische Kräfte nur zu einem kleinen Teil beherrschen konnte, wurde damit die Basis für die beherrschende Stellung der Habsburger im Donauraum geschaffen. Im Heiligen Römischen Reich agierte Ferdinand bei den oft langen Abwesenheiten des Kaisers als dessen Stellvertreter und nach dessen Rücktritt 1556 bis 1564 als dessen Nachfolger. Reichsrechtlich bestätigt wurde die Nachfolge aber erst 1558 auf dem Frankfurter Kurfürstentag. Auf die separate Kaiserkrönung durch den Papst wurde von nun an verzichtet. Insbesondere für das Zustandekommen des Augsburger Religionsfriedens spielte Ferdinand eine wichtige Rolle.

## Leben

### Frühe Jahre

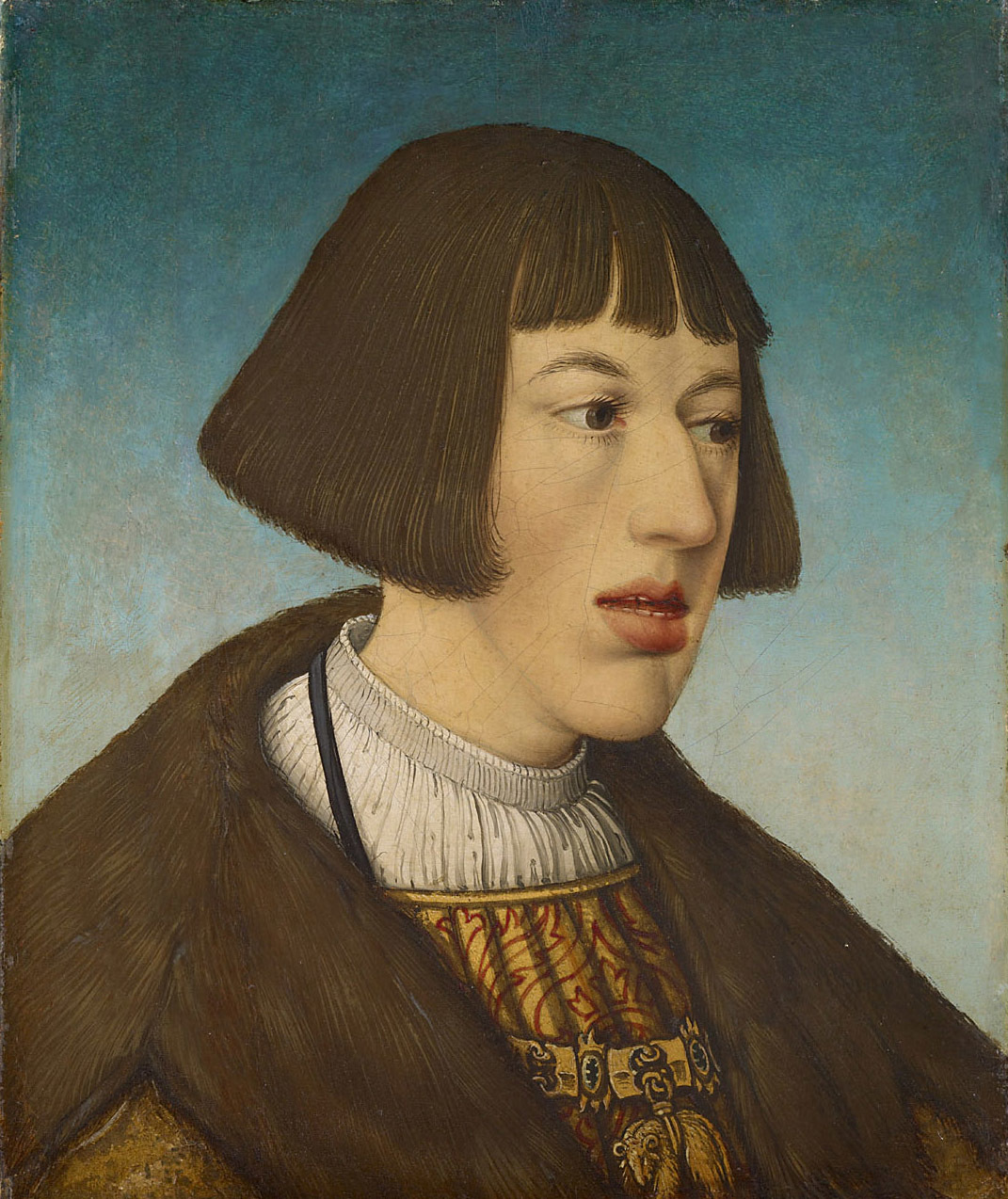
Hans Maler zu Schwaz, Ferdinand als junger Erzherzog, Kunsthistorisches Museum

Ferdinand wurde als viertes Kind und zweiter Sohn von Philipp I. (zu der Zeit Herzog von Burgund) und Johanna von Kastilien (zu der Zeit Fürstin von Asturien und Fürstin von Girona) in Alcalá de Henares geboren.
Er war Enkel von Isabella I. von Kastilien und Ferdinand II. von Aragonien sowie von Maria von Burgund und Maximilian I. Sein Bruder war Karl V., dem er in der Kaiserwürde nachfolgte. Seine Schwestern Eleonore, Isabella, Maria und Katharina waren mit den Königen von Portugal, Dänemark, Ungarn und Portugal verheiratet.
Am 20. Juli 1500 starb Miguel da Paz, der bis zu diesem Zeitpunkt Thronfolger in Kastilien und den Reichen der Krone von Aragonien gewesen war. Die nächste Person in der Thronfolge war Ferdinands Mutter, die Infantin Johanna. Sie lebte zusammen mit ihrem Ehemann Philipp und ihren Kindern Eleonore und Karl in den burgundischen Niederlanden. Um ihre Thronansprüche zu sichern, war es notwendig, dass Johanna und Philipp von den Cortes (Ständeversammlung) von Kastilien, Aragonien, Katalonien und Valencia vereidigt wurden und diese einen Eid auf sie ablegten. Wegen der Geburt der Tochter Isabella geschah das erst am 22. Mai 1502 in Toledo und am 27. Oktober 1502 in Saragossa.
Johannas Rückreise nach Brüssel verzögerte sich durch die Geburt ihres zweiten Sohns, Ferdinand. Da die Seereise in die burgundischen Niederlande für den kleinen Ferdinand zu gefährlich und zu anstrengend gewesen wäre, ließ Johanna ihn bei ihrer Rückreise in der Obhut der Großeltern Isabella und Ferdinand zurück. Königin Isabella richtete für ihn einen eigenen Hofstaat ein. Dem gehörten u. a. Diego Ramirez de Guzman, der Bischof von Catania, Pedro Nuñez de Guzman, Clavero (Stellvertreter des Großmeisters) des Calatrava-Ordens und der Dominikaner Alvaro Osorio de Moscoso, Bischof von Astorga, als Erzieher an.
Königin Isabella starb am 26. November 1504. Daraufhin ließ König Ferdinand II., entsprechend der testamentarischen Verfügungen Isabellas, Ferdinands Mutter Johanna zur Königin von Kastilien proklamieren. Ferdinand rückte dadurch auf die zweite Stelle als Thronfolger in Kastilien hinter seinem Bruder Karl. Die persönliche Anwesenheit der Königin Johanna von Kastilien und ihres Ehemannes Philipp in ihrem Herrschaftsgebiet verzögerte sich bis zum April 1506, durch die Geburt ihrer Tochter Maria und dadurch, dass die Flotte nach einem Unwetter in England Schutz suchen musste. Am 12. Juli 1506 wiederholten die Cortes von Valladolid ihren Treueschwur gegenüber Johanna von Kastilien, Philipp, „ihrem rechtmäßigen Gemahl“, und dem Thronfolger, ihrem ältesten Sohn Karl. Zu dieser Zeit traf Ferdinand seinen Vater zum ersten Mal.
Am 25. September 1506 starb Ferdinands Vater, König Philipp, in Burgos. Sein ältester Sohn Karl erbte die Herrschaftsgebiete, die Philipp von seiner Mutter Maria von Burgund geerbt hatte. Da Karl erst sechs Jahre alt war, blieb er weiter unter der Obhut seiner Tante Margarete in Mecheln, bis er 1515 auf Drängen des burgundischen Hochadels für großjährig und regierungsfähig erklärt wurde. Nach seiner Rückkehr aus Italien übernahm Ferdinands Großvater Ferdinand II. im August 1507 erneut die Regentschaft für seine psychisch kranke Tochter Königin Johanna von Kastilien. Sie lebte ab März 1509 bis zu ihrem Lebensende 1555 in dem Palast von Tordesillas.
Ferdinand II. hielt seinen Enkel Ferdinand für geeigneter, die spanischen Reiche zu regieren, als seinen Enkel Karl. Ferdinand war in Kastilien geboren und aufgewachsen, er sprach die Landessprache, er kannte sich mit dem Recht und den Gepflogenheiten Kastiliens und der Reiche der Krone von Aragonien aus. Ein weiteres Argument, das besonders bei der Bevölkerung für Ferdinand sprach, war, dass man davon ausgehen konnte, dass er sich nicht mit ausländischen Beratern umgeben und Ämter an Ausländer vergeben würde.
Im Königreich Kastilien war die Herrschaft und die Thronfolge, gemäß dem Testament der Königin Isabella von 1504 und den darauf basierenden Beschlüssen der Cortes, klar geregelt. Johanna war, zumindest der Form nach, Königin. Ihr Vater Ferdinand II. regierte in Kastilien als Regent in ihrem Namen. Karl war als Fürst von Asturien (Thronerbe) von den Cortes von Madrid im Jahr 1510 bestätigt worden.
Ab 1512 verfasste König Ferdinand II. verschiedene Testamente, in denen er die Nachfolge in den Reichen der Krone von Aragonien regelte. Erbin war auch hier seine Tochter Johanna. Die Tradition der Länder sah zwar ein Erbrecht für Frauen vor, nicht aber ihr Recht, diese Länder selbständig zu regieren. Daher sollte entweder der Ehemann oder der jeweils älteste männliche Erbe die Regierung übernehmen. Am 27. Oktober 1502 hatten die Cortes in Saragossa einen Eid auf Johanna und Philipp als Thronfolger abgelegt, an diesen Eid auf Johanna fühlten sie sich auch nach dem Tod Philipps gebunden. Der nächste männliche Erbe war Karl.
In seinen früheren Testamenten hatte König Ferdinand II. seine Tochter Johanna als Erbin und seinen Enkel Ferdinand als Regenten für den Fall eingesetzt, dass Karl nicht im Land anwesend sei. Diese Regelung fehlt in der letzten Fassung des Testaments vom 22. Januar 1516, die König Ferdinand II. einen Tag vor seinem Tod unterschrieb. Es hatte keinen Sinn, dem zu dem Zeitpunkt 13 Jahre alten Ferdinand ein solches Amt zu übertragen. Das Testament sah daher als Regenten bis zum Eintreffen Karls in Kastilien den Kardinal Francisco Jiménez de Cisneros vor, der bereits 1506 in dieser Stellung tätig gewesen war. In den Ländern der Krone von Aragonien sollte der bisherige Vizekönig, der Erzbischof von Saragossa Alfons von Aragonien, sein Amt behalten. Nach dem Tod König Ferdinands II. von Aragonien am 23. Januar 1516 traten die Regelungen dieses Testamentes in Kraft.
Am 14. März 1516 fand in der Kirche St. Gudula in Brüssel ein Staatsakt zu Ehren des verstorbenen Königs Ferdinand II. statt. Dabei ließ Karl sich zum König der Reiche Spaniens proklamieren. Dadurch, dass er sich zum König, wenn auch zusammen mit seiner Mutter erklärte, ging er mit seinen Ansprüchen über die Bestimmungen des Testamentes seines Großvaters hinaus, die ihn nur als Regenten im Namen seiner Mutter vorsahen. Um die Herrschaft in den von ihm beanspruchten Reichen entsprechend den in den verschiedenen Reichen unterschiedlichen Vorschriften anzutreten, landete Karl am 17. September 1517 in Spanien. Mit seiner Ankunft in Kastilien endete die Regentschaft des Kardinals Francisco Jiménez de Cisneros, der, bevor er sich mit Karl treffen konnte, am 8. November 1517 starb. Im Februar 1518 traf Ferdinand in Valladolid zum ersten Mal seinen Bruder. Karl hatte die Cortes von Kastilien dorthin einberufen, um von ihnen gemeinsam mit seiner Mutter als König der Reiche der Krone von Kastilien anerkannt zu werden. Das geschah am 5. Februar 1518. In den schriftlich niedergelegten Beschlüssen der Cortes wurde Karl aufgefordert, so bald wie möglich zu heiraten, um die Thronfolge zu sichern. Bis dahin solle Ferdinand in Kastilien bleiben. Eine formale Ernennung Ferdinands zum Fürsten von Asturien fand nicht statt. Karl erfüllte diese Forderung nicht. Er veranlasste, dass Ferdinand nach Mecheln reiste und vorerst dort am Hof seiner Tante Margarete lebte.

### Machtübernahme in den Erblanden

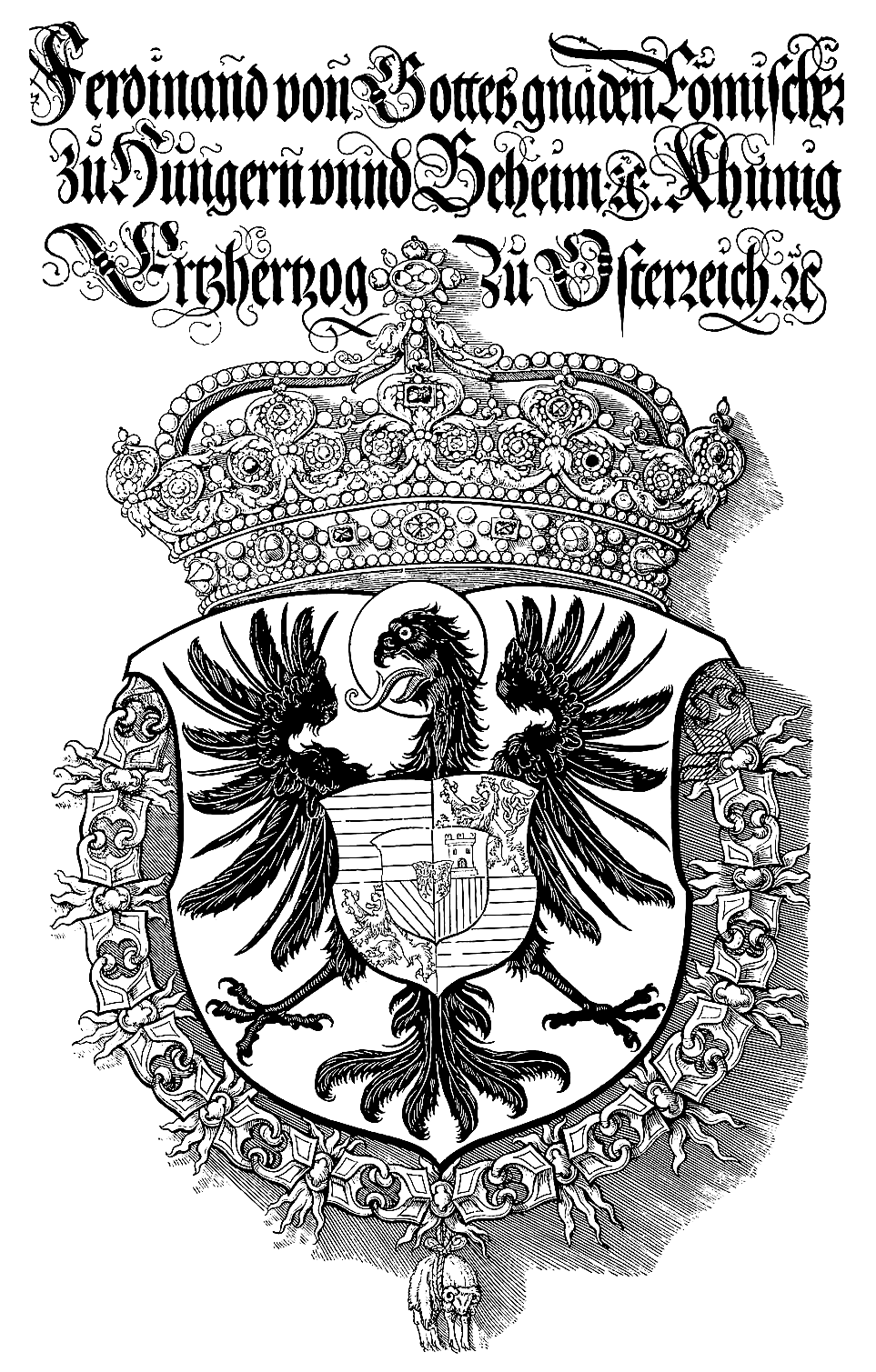
Wappen König Ferdinands

Nach dem Tode Maximilians am 12. Januar 1519 stellte sich das Problem des Erbes. Nach der bisherigen Tradition im Haus Habsburg sollte das Erbe unter den Söhnen des Verstorbenen aufgeteilt, aber zu „gesamter Hand“ regiert werden, nach spanischem und burgundischem Recht erbte der älteste Sohn. Im vorliegenden Falle aber war der einzige Sohn Philipp bereits vor dem Vater gestorben. Somit fiel das Erbe an die Enkel Karl und Ferdinand. Karl legte die Lage so aus, dass die Teilung nur den österreichischen Besitz betreffe. Alle anderen Besitzungen sollten ungeteilt an ihn fallen. Auch von den österreichischen Besitzungen wären bei Ausführung der ursprünglichen Pläne die Grafschaft Tirol, die Vorlande und die Besitzungen in Italien an Karl gefallen. Ferdinand, mit Aussicht auf das böhmisch-ungarische Erbe, stimmte dem im Wormser Teilungsvertrag am 21. April 1521 zu. Aber dagegen kam es zum Widerspruch verschiedener Stände. Daher kam es am 7. Februar 1522 zum Brüsseler Vertrag. Danach erhielt Ferdinand die niederösterreichischen Länder (das Erzherzogtum Österreich) einschließlich der (ehemals) innerösterreichischen (Steiermark, Kärnten, Krain und andere) sowie die oberösterreichischen Länder (Tirol und die Vorlande). Gleichzeitig hatte Ferdinand die Hälfte der Schulden zu übernehmen, die Kaiser Maximilian hinterlassen hatte. Dafür wurde Ferdinand auch Vertreter Karls bei Abwesenheit des Kaisers. Auch sagte Karl zu, im Reich die Wahl Ferdinands zum römischen König und damit zum wahrscheinlichen Nachfolger im Kaiseramt zu betreiben. Der Brüsseler Vertrag war eine der Ursachen für die Teilung des Hauses Habsburg in eine spanische und eine österreichische Linie. Auch trat ihm sein Bruder Karl Württemberg ab, welches zur Finanzierung der Kriegskosten gegen Ulrich von Württemberg an Habsburg gefallen war. 1530 wurde er mit Württemberg belehnt, das der Schwäbische Bund 1519 dem Herzog Ulrich entrissen und an Österreich verkauft hatte.

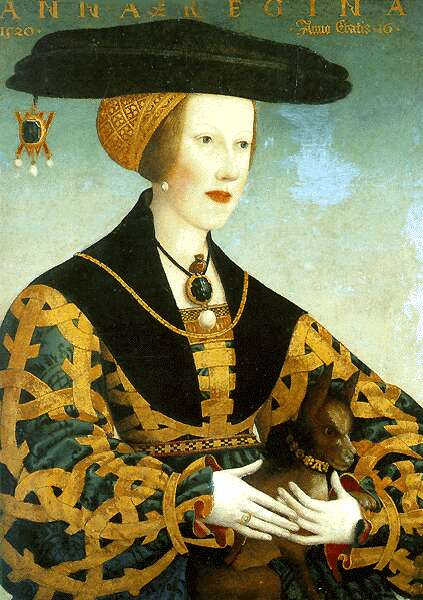
Hans Maler zu Schwaz, Anna Jagiello, Prinzessin von Ungarn und Böhmen, Kunsthistorisches Museum

Bereits nach dem Wormser Vertrag war Ferdinand in die österreichischen Besitzungen gereist. Jetzt konnte es auch zu seiner Hochzeit mit Anna von Böhmen und Ungarn kommen. Diese Verbindung hatte Ferdinands Großvater, Kaiser Maximilian, mit König Wladislaw II. von Ungarn und Böhmen schon seit längerem durch einen Vertrag auf dem Wiener Fürstentag offiziell beschlossen. Ferdinand reiste nach Linz, wo er seine spätere Ehefrau das erste Mal traf. Dort fand am 26. Mai 1521 auch die sogenannte Linzer Hochzeit statt.
Die Situation in seinem neuen Herrschaftsgebiet war indes schwierig. Die Erblande waren nach der Herrschaft von Maximilian faktisch bankrott. Ferdinands Generalschatzmeister Gabriel von Salamanca verfolgte daher eine entschlossene Politik der Entschuldung. Seine Maßnahmen, wie die Erhebung hoher Abgaben etwa in Tirol, machten ihn verhasst.
Die neuen Untertanen standen dem Fremden Ferdinand, der nicht einmal die deutsche Landessprache beherrschte und von ausländischen Beratern umgeben war, misstrauisch gegenüber. Hinzu kam, dass Österreich schon seit dem Tod Maximilians unruhig war. Die noch von Maximilian eingesetzte Regierung wollte die Rechte der Städte einschränken und musste von Wien nach Wiener Neustadt fliehen. Unter Führung des Bürgermeisters von Wien Martin Siebenbürger setzten die Stände ein neues Regiment ein. Das neue Regiment hatte bereits 1519 eine Gesandtschaft nach Spanien zu Karl geschickt. Dieser bestätigte den Ständen zwar ihre früheren Privilegien. Die Brüder verziehen ihnen aber das unrechtmäßige Vorgehen nicht. Ferdinand lud im Juni 1522 die Vertreter des alten und neuen Regiments nach Wiener Neustadt vor ein Gericht, das überwiegend mit Landfremden besetzt war. Siebenbürger und sieben weitere Angeklagte, die meisten von ihnen Bürger der Stadt Wien, wurden hingerichtet. Diese Episode ging als das Wiener Neustädter Blutgericht in die Geschichte ein. Dabei kam Ferdinand zugute, dass die Stände der österreichischen Länder unter sich stark zerstritten waren. Ihm gelang es, die Macht der Stände einzuschränken. Eine Sedisvakanzregierung der Stände nach dem Tod eines Herrschers war nunmehr ausgeschlossen. Insbesondere das selbstbewusste Wien verlor zahlreiche alte Privilegien und Rechte. Landfremde Berater wurden aus dem eingezogenen Besitz der Aufständischen belohnt. Für Wien erließ Ferdinand 1526 eine neue Stadtordnung; diese ordnete die kommunale der landesfürstlichen Verwaltung unter.

### Herrschaftsorganisation

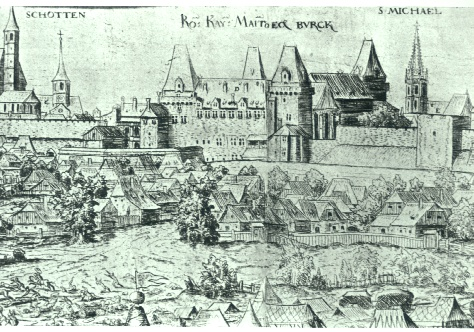
Wiener Hofburg um 1558

In der Verwaltung der habsburgischen Lande setzte Ferdinand die von Maximilian eingeleitete, stärkere Zentralisierung fort. Im Jahr 1523 wurden ein niederösterreichischer und ein oberösterreichischer Hofrat geschaffen. In Vorderösterreich bestand eine „Regiment“ genannte Regierung. Darüber gab es seit 1527 vier zentrale Instanzen. Dies waren der geheime Rat, der Hofrat, die Hofkammer und die Hofkanzlei. Diese Hofstaatsordnung war ein wichtiger Schritt zum Aufbau einer wirkungsvollen Bürokratie. Sie war die Basis der bis ins 18. und teilweise bis ins 19. Jahrhundert fortwirkenden Staatsorganisation. Im Jahr 1556 kam noch der Hofkriegsrat hinzu. Die zentralen Behörden waren seither die Klammer, die den disparaten Besitz zusammenband und auf lange Sicht zusammenwachsen ließ. Der Rezess von Wien vom 25. Oktober 1535 legte einen seit Jahrhunderten laufenden Streit über die Rechtsstellung der Besitzungen des Fürsterzbistums Salzburg in der Steiermark bei und brachte den Habsburgern volle Souveränität über diese Gebiete.
Seit den 1530er Jahren hielt sich Ferdinand immer häufiger in Wien auf, und die Stadt wurde zu seiner bevorzugten Residenz – neben Innsbruck, wo seine Familie wohnte (1528 wurde Georg Tannstetter als Leibarzt für Ferdinand und seine Familie dorthin berufen). Die Wiener Hofburg wurde wieder aufgebaut und ausgebaut. Die Stadt wurde zum Sitz der Hofkammer, der Hofkanzlei und des Hofrats für die habsburgischen Länder. Auch der Wiener Universität wandte Ferdinand seine Aufmerksamkeit zu. Nach seinem vorläufigen Reformvorschlag von 1524 kam es schließlich 1533 und 1537 zu zwei Reformgesetzen.
Nach dem Beginn seiner Herrschaft stützte sich Ferdinand vor allem auf Landfremde. In den ersten Jahren war der von den Ständen abgelehnte Gabriel de Salamanca, den Ferdinand zum Grafen von Ortenburg erhoben hatte, sein Hauptberater. Als Salamanca nicht mehr zu halten war, wurde er 1526 aus seinen Ämtern entlassen. Danach gewannen wieder Angehörige aus einheimischen Familien an Einfluss. So wurde der Bischof von Trient Bernhard von Cles als Vorsitzender des geheimen Rates und als oberster Kanzler der wichtigste Vertraute Ferdinands. Nachdem sich dieser 1538 von den Staatsgeschäften zurückgezogen hatte, konnte niemand mehr seine einflussreiche Stellung erreichen. Nennenswerte Bedeutung hatten Georg Gienger von Rotteneck und sein Nachfolger Jakob Jonas. Auch der Gesandte in Brüssel Martín de Guzmán und der spätere Reichsvizekanzler Johann Ulrich Zasius spielten wichtige Rollen. Zasius diente vor allem als Gesandter. Während Ferdinands Zeit als Kaiser war der Reichsvizekanzler Georg Sigmund Seld der wichtigste Mitarbeiter Ferdinands.

### Kampf um das böhmisch-ungarische Erbe
Nach dem Regierungsbeginn von Sultan Süleyman I. begannen die Osmanen mit einer Offensive gegen Ungarn. Im Jahr 1521 wurde nach einer Belagerung die Grenzstadt Belgrad eingenommen. König Ludwig II. von Böhmen und Ungarn fiel am 29. August 1526 in der Schlacht von Mohács. Weil der König ohne Söhne war, hatte Ferdinand durch seine Heirat mit Anna von Ungarn und Böhmen Anspruch auf die Nachfolge. Allerdings bedeutete dies keinen Automatismus, da beide Länder Wahlmonarchien waren, die Könige daher von den Ständen gewählt werden mussten.
Dies galt auch für Böhmen, obwohl Karl V. seinen Bruder sofort mit dem Land belehnte. In harten Verhandlungen erreichte Ferdinand die Zustimmung der Stände. Allerdings musste er die ständischen Rechte ausdrücklich bestätigen und zusichern, dass das Land durch Einheimische verwaltet werde. Erst dann wurde Ferdinand auf der Prager Burg am 22. Oktober 1526 von einer Ständeversammlung zum König von Böhmen gewählt und am 24. Februar 1527 gekrönt. Damit fiel auch die böhmische Kurwürde an das Haus Habsburg. Hatte sich Böhmen im 15. Jahrhundert vom Reich entfernt, wurde diese Entwicklung nunmehr beendet. Auch die mit der böhmischen Krone verbundenen Länder Mähren, Schlesien und die beiden Lausitzen kamen unter seine Regierung. In Kroatien wurde Ferdinand I. von Habsburg durch den kroatischen Adel 1527 zum König gewählt, als Gegenleistung für die Verteidigungsführung gegen die Türken. Der selbsternannte serbische Zar Johann Nenad unterstützte ebenfalls Ferdinand.
In Ungarn dagegen war die Lage für Ferdinand ausgesprochen schwierig. Die Osmanen hatten sich zeitweise aus einem Großteil des Landes zurückgezogen. Die Mehrheit der Vertreter der ungarischen Stände sprach sich in Stuhlweißenburg für den Fürsten von Siebenbürgen, Johann Zápolya, aus, der am 10. November 1526 zum König von Ungarn gewählt und am nächsten Tag gekrönt wurde.
Die Angehörigen der ungarischen Stände, die Johann Zapolya ablehnten, versammelten sich am 16. Dezember 1526 im Franziskanerkloster zu Pressburg, erklärten die Königswahl und alle Beschlüsse des Landtages von Stuhlweißenburg für ungültig und wählten am 17. Dezember Erzherzog Ferdinand von Österreich in Abwesenheit zum König von Ungarn.
An drei Tagen des Jahres 1526 entschied sich damit die Zukunft des Donauraumes: am 29. August in Mohács, am 22. Oktober in Prag und am 17. Dezember in Pressburg.
Im folgenden Jahr gelang es Ferdinand, seinen Konkurrenten militärisch zu besiegen und zur Flucht nach Polen zu zwingen. Als Beherrscher fast des ganzen Landes ließ er sich nun auch am 3. November 1527 zum König krönen. Allerdings setzte daraufhin ein Bürgerkrieg ein. Damals entstand eine sehr genaue Landkarte Ungarns, die Tabula Hungarie, entworfen von Lazarus Secretarius und dessen Lehrer Georg Tannstetter. Sie wurde Ferdinand gewidmet und 1528 gedruckt.

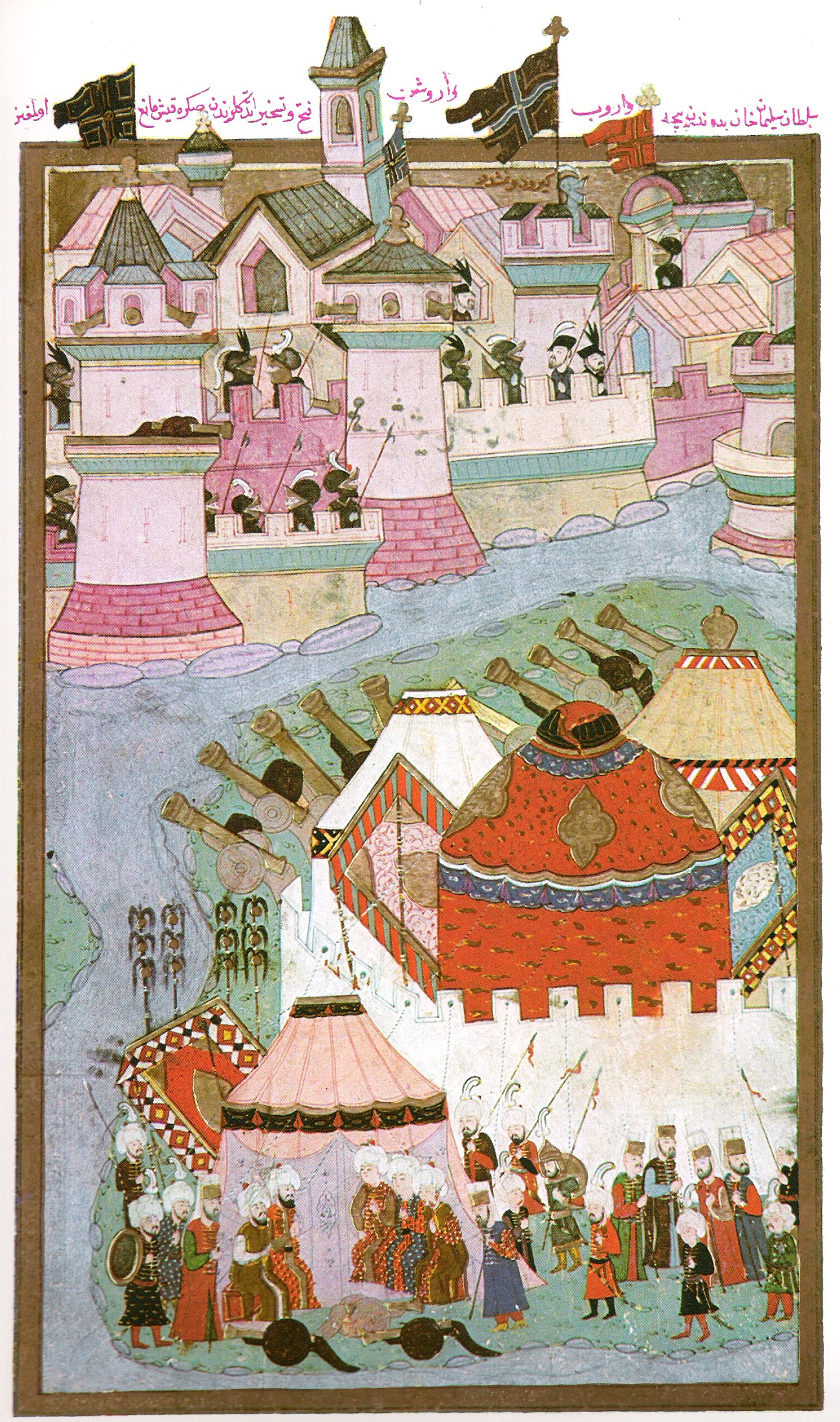
Der osmanische Diwan tritt zusammen, der Rückzug ist bereits beschlossen, die Kanonen schweigen, der Sultan ist abgereist. Osmanische Miniatur aus dem 16. Jahrhundert

Zápolya stellte sich unter türkischen Schutz. Daraufhin marschierte Sultan Süleyman 1529 mit einer großen Armee in Ungarn ein. Den vielleicht 100.000 Osmanen hatte Ferdinand nichts entgegenzusetzen. Nachdem die Osmanen Buda genommen hatten, setzten sie Zápolya als ungarischen Vasallenkönig ein. Suleiman rückte bis auf Wien vor. Es kam zur ersten osmanischen Belagerung der Stadt, die von etwa 18.000 Mann verteidigt wurde. Ohne Erfolg zogen sich die Osmanen nach mehreren Sturmangriffen am 14. Oktober 1529 vor dem beginnenden Winter zurück. Die Stadt und ihr Umland hat die Zerstörungen lange nicht überwunden. Nach dem Scheitern der Belagerung wurde Wien stark befestigt.
Ferdinand konnte nur einen kleinen Teil Ungarns behaupten. Daran änderte sich auch durch den Feldzug von 1532, an dem auch Karl V. teilnahm, nichts. Ferdinand musste 1533 einen Waffenstillstand mit den Osmanen schließen. Im Vertrag von Großwardein 1538 erkannte Ferdinand I. Johann Zápolya für die von diesem beherrschten Gebiete als König von Ungarn an. Nach dessen Tod sollte Ferdinand die Nachfolge antreten. Nach Johann Zápolyas Tod 1540 erhob seine Witwe Isabella, unterstützt von der Hohen Pforte, für ihren unmündigen Sohn Johann Sigmund Ansprüche auf das ganze väterliche Erbe. Ferdinand suchte sich dennoch ganz Ungarns zu versichern. Allerdings löste dies einen Gegenstoß der Osmanen aus. Das Land blieb für die nächsten Jahrhunderte faktisch geteilt. Ferdinand beherrschte das nordwestliche Ungarn bis etwa zum Plattensee (Königliches Ungarn). Das habsburgische Königreich Ungarn hatte Pressburg als Hauptstadt. Im mittleren Ungarn mit Buda („Türkisch-Ungarn“) herrschten die Osmanen. Im Osten, vor allem in Siebenbürgen, konnten sich die Nachfolger von Zápolya meist als türkische Vasallen behaupten. Obwohl Ferdinand nur einen kleinen Teil Ungarns beherrschte, begann mit dem Herrschaftsanspruch Ferdinands auf Ungarn die Entstehung des habsburgischen Herrschaftskomplexes im Donauraum mit Böhmen, Österreich und Ungarn.
Als 1541 ein verheerender Stadtbrand auf dem Hradschin und der Prager Kleinseite den Großteil der böhmischen Landtafeln vernichtete, ließ Ferdinand den Erbanspruch seiner Gemahlin festschreiben und 1547 um ein Thronfolgerecht des Hauses Habsburg erweitern.
Seit den 1520er Jahren begann der Ausbau der Militärgrenze durch Ansiedlung freier, zum Militärdienst verpflichteter Bauern gegen die osmanischen Vorstöße. Angesichts der weiter bestehenden Gefahr durch die Osmanen bat Ferdinand die Reichstage von Regensburg (1556/57) und Augsburg (1559) mit Erfolg um Finanzhilfe. Diese Mittel waren beträchtlich, reichten aber nicht zum Schutz der ungarischen Besitzungen und der bedrohten Teile Österreichs aus. Der 1562 mit den Osmanen geschlossene Friede war für Ferdinand vergleichsweise erträglich. Es kam nur zu geringen Gebietsverlusten. Allerdings mussten jährlich 30.000 fl. an Tribut gezahlt werden, und Ferdinand musste auf seinen Anspruch auf Siebenbürgen verzichten. Die Lage in Ungarn blieb unsicher. Unmittelbar nach Ferdinands Tod begannen die Nachkommen von Zápolya einen neuen Krieg, in den auch die Osmanen eintraten.

### Reichspolitik

#### Reformation und Bauernkrieg
Nach dem Reichstag von Worms blieb Karl V. etwa neun Jahre dem Reich fern, um Krieg gegen Frankreich zu führen oder seinen Pflichten in den Niederlanden und in Spanien nachzukommen. In der Eigenschaft als kaiserlicher Stellvertreter leitete Ferdinand drei Reichstage in Nürnberg (1522 bis 1524) sowie zwei Reichstage in Speyer (1526 und 1529). In der Abwesenheit des Kaisers erwies sich das Reichsregiment als unzulänglich. Weil die Stände sich verweigerten, hatte Ferdinand zeitweise die Kosten zu tragen. Er kam den Protesten der Stände entgegen und übte schließlich einen größeren Einfluss auf das Reichsregiment aus. Dennoch gestand Karl seinem Bruder nur begrenzte Kompetenzen zu und bemühte sich lange Zeit nicht um Ferdinands Königswahl, aus Sorge um seine eigene Position im Reich. Das Reichsregiment hatte im Übrigen mit der Konkurrenz durch den schwäbischen Bund zu kämpfen.

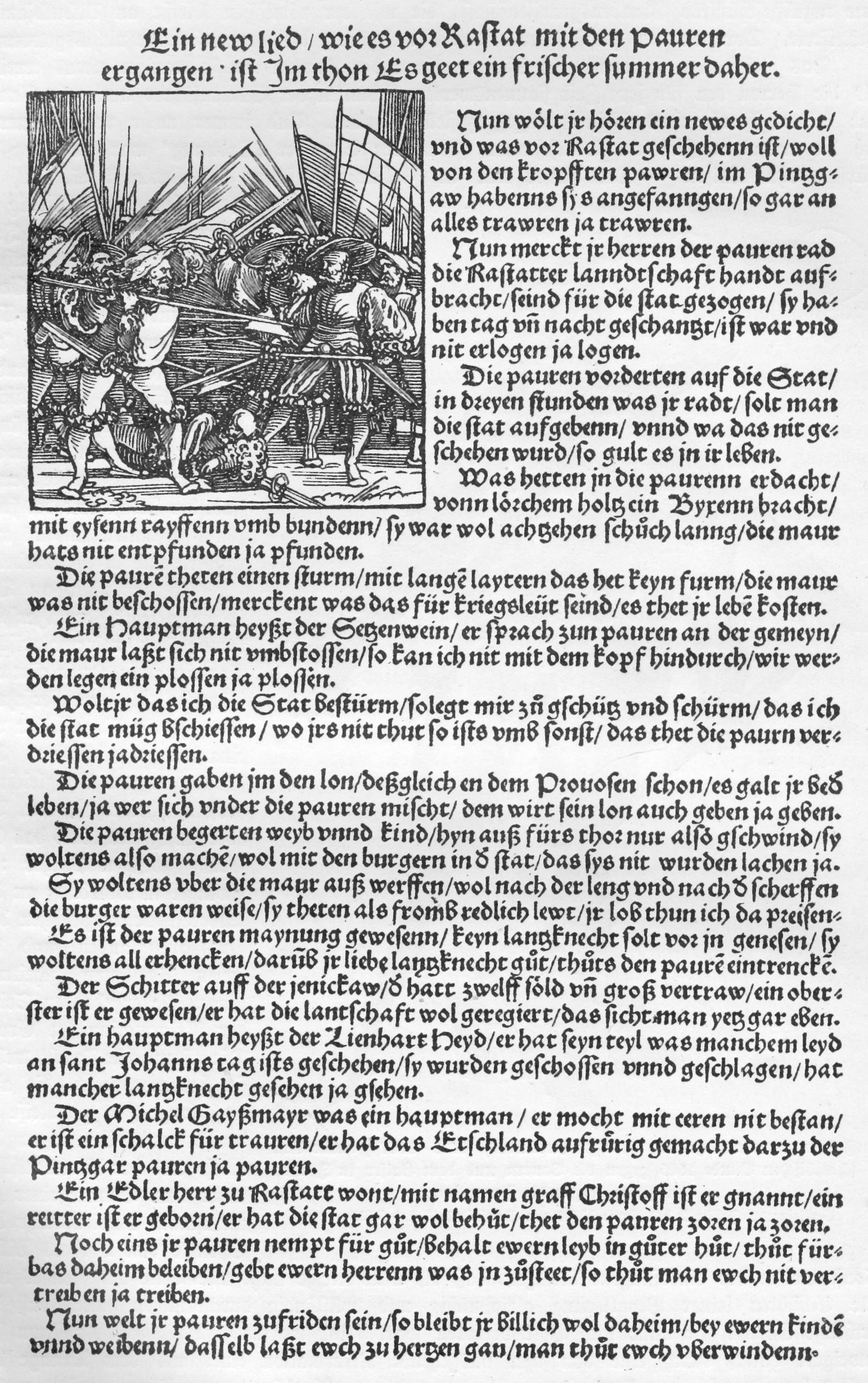
Flugblatt mit Spottlied gegen die aufständischen Bauern vor Radstadt

Ferdinand war zwar ein eifriger Katholik und war 1524 am Zustandekommen eines Bündnisses katholischer Reichsstände im Regensburger Konvent beteiligt, jedoch hatte er früh schon die Unmöglichkeit erkannt, den Protestantismus zu unterdrücken, und sich so aus politischen Rücksichten für eine faktische Duldung der Protestanten ausgesprochen. Als Stellvertreter Karls V. wie als Kaiser verfolgte er daher eine Politik der Kompromisse, Ausgleiche und gegenseitiger Duldung. Dabei spielte die Einschätzung der realen Machtverhältnisse eine wichtige Rolle. Das Eindringen des Protestantismus in die habsburgischen Länder konnte er nicht verhindern. Mit der Berufung der Jesuiten schuf er eine wichtige Grundlage für die spätere Gegenreformation. Er selbst gab die Anregung für einen katholischen Katechismus, den Petrus Canisius 1534 veröffentlichte.
Die Habsburger erließen Mandate wie das von Ofen von 1527 vornehmlich gegen die Täufer, aber auch gegen Lutheraner und Anhänger der Schweizer Reformation. Gegen die Täufer betrieb Ferdinand einen „Vernichtungsfeldzug“. 1528 wurde in Wien der täuferische Theologe Balthasar Hubmaier verbrannt.
Der Täufer Jakob Hutter musste von Tirol nach Mähren ausweichen, wo er das Täufertum organisierte (die Hutterer wurden nach ihm benannt). Hutter wurde 1536 in Innsbruck verbrannt. Insgesamt waren es ungefähr 600 Täufer, die bei dieser „Vernichtung des österreichischen Täufertums“ in den Jahren um 1530 getötet wurden.
In dieser Zeit kam es auch im gesamten Reich zu Unruhen. Dabei verbanden sich weit verbreitete soziale Proteste, etwa unter den Reichsrittern und den Bauern, mit der Reformation. Bekannt geworden ist insbesondere der deutsche Bauernkrieg. Die Aufstände richteten sich fast nie gegen den Kaiser oder gegen Ferdinand als Landesherren. Vielmehr erwarteten die Bauern von diesen Hilfe gegen die Grundherren. Bei der Niederschlagung des großen Bauernkrieges im Reich spielten weder Karl V. noch Ferdinand eine zentrale Rolle. Diese Rolle übernahm im Südwesten der Schwäbische Bund. Aber Ferdinand hatte in seinen Erblanden selbst mit Aufständen zu kämpfen. Die Bauernunruhen erfassten unter Führung von Michael Gaismair weite Teile Tirols. Nur mit Mühe gelang es Ferdinand, Herr der Lage zu werden. Im Sommer 1525 gelang es ihm in Verhandlungen auf dem von den Bauern dominierten Tiroler Landtag, deren Forderungen zurückzudrängen. Außerdem wurden die Abgesandten von Nord- und Südtirol gegeneinander ausgespielt. Die Nordtiroler stimmten einem vermittelnden Landtagsabschied zu. Die radikalen Südtiroler waren dadurch geschwächt und ihr Aufstand wurde von den Truppen Ferdinands niedergeschlagen.
Zusätzliche Unruhe entstand durch die astrologisch begründete Erwartung dramatischer Überschwemmungen für den Februar 1524. In diesem Monat kam es zu einer seltenen Zusammenkunft aller fünf damals bekannten Planeten sowie Sonne und Mond im Sternzeichen der Fische. Zur Beruhigung der Bevölkerung brachte der Wiener Astronom Georg Tannstetter im Jahr davor ein Buch heraus, das die verbreiteten Befürchtungen zerstreuen wollte. Zu dieser Erwartung erschienen damals mehr als 100 Bücher.
Im Hinblick auf die kaiserliche Macht war die Verbindung von Reformation und den Fürsten kritisch. Für die sich zum Protestantismus bekennenden Fürsten bot sich die Möglichkeit, die Kontrolle über die Kirche in ihren Gebieten zu erlangen und die kirchlichen Besitzungen zu säkularisieren. Nach dem Reichstag von Worms wurden der Kurfürst von Sachsen und der Landgraf von Hessen zu offenen Unterstützern der Reformation. Auch zahlreiche Reichsstädte schlossen sich der neuen Richtung an. Aber auch katholische Fürsten behinderten Ferdinands Vorgehen gegen die protestantischen Fürsten, weil ein Machtgewinn der Habsburger auch ihre ständischen Rechte bedrohte. Auf den Reichstagen dieser Zeit suchten die Beteiligten nach Lösungen. Dabei befand sich Ferdinand eher in der Defensive. Führender Kopf der antihabsburgischen und protestantischen Kräfte war zu dieser Zeit Philipp von Hessen. Er hatte den aus Württemberg vertriebenen Herzog Ulrich bei sich aufgenommen und war bestrebt, diesem wieder zu seiner Herrschaft zu verhelfen. Ein Erfolg hätte dazu geführt, dass ein weiteres Territorium protestantisch, und Ferdinand geschwächt worden wäre. Im Jahr 1528 drohten die Spannungen sogar zu einem allgemeinen Krieg zu führen. Vor diesem Hintergrund fand 1529 der Reichstag von Speyer statt. Dabei lag die Initiative bei Ferdinand I. Ihm ging es vordringlich darum, die Unterstützung der Reichsstände für den Kampf gegen die Osmanen zu gewinnen. Er wollte aber auch, im Gegensatz zur damaligen Position des Kaisers, Beschlüsse gegen die Protestanten durchsetzen. Bei der Mehrheit der Katholiken konnte sich Ferdinand weitgehend durchsetzen. Die Minderheit der Protestanten legte dagegen eine Protestation ein, nach der die Evangelischen ihre Fremdbezeichnung erhielten. Dabei bestritten sie das Recht des Reichstages, in Fragen des Glaubens zu entscheiden. Eine Folge war, dass die Protestanten begannen, sich in einem militärischen Verteidigungsbündnis zusammenzuschließen. Am Ende stand der Schmalkaldische Bund.

#### Römischer König

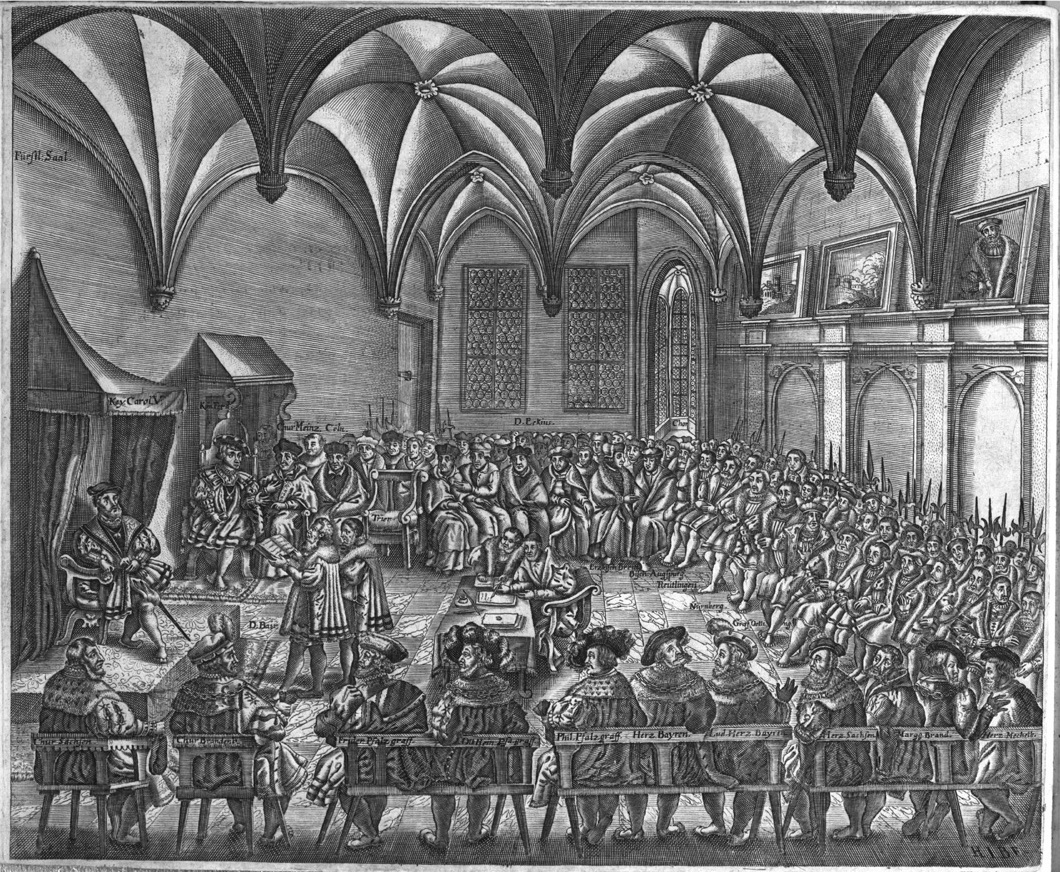
Christian Beyer verliest vor Kaiser Karl V. die „Confessio Augustana“.

Auf dem Reichstag von Augsburg von 1530 nahm neben Ferdinand auch Karl V. teil, der kurz zuvor zum Kaiser gekrönt worden war. Ferdinand war an dem gescheiterten Versuch beteiligt, in der Religionsfrage einen Ausgleich zu finden, nachdem auf dem Reichstag die Confessio Augustana vorgetragen und eingereicht worden war. Zur gleichen Zeit wurden die Verhandlungen zu Ferdinands Königswahl erfolgreich beendet. Am 5. Januar 1531 wurde Ferdinand in Köln von den deutschen Kurfürsten mit fünf Stimmen gegen den Protest des sächsischen Kurfürsten Johann zum König gewählt und von Erzbischof Hermann V. von Wied in Aachen gesalbt und gekrönt. Ferdinand war der letzte in Aachen gekrönte Herrscher des Reiches, das er jetzt nicht mehr nur als Statthalter seines Bruders, sondern aus eigenem Recht regierte, was ihm zusätzliche Autorität verlieh. Allerdings schloss sich neben den meisten protestantischen Ständen auch Bayern der ablehnenden Haltung Sachsens an. Die Wahlgegner organisierten sich im Saalfelder Bund.
Als Karl V. am Ende des Jahres 1532 wieder vom Reich abwesend war, übernahm Ferdinand für sieben Jahre erneut dessen Stellvertretung. Als 1534 Ulrich von Württemberg sein Land wiedereroberte, kam zwischen ihm und Ferdinand der Vertrag von Kaaden zustande, wonach Ferdinand Württemberg als Reichslehen behielt, Ulrich es als österreichisches, also als Afterlehen, erhielt. Die Teilnahme Ulrichs am Schmalkaldischen Krieg gab Ferdinand Gelegenheit, dieses Afterlehen wieder zurückzuziehen. Der darüber entstehende Streit wurde erst 1552 unter Herzog Christoph zu dessen Gunsten beigelegt.
Ebenfalls 1532 kam es auf Drängen Ferdinands zum Nürnberger Anstand, bei dem erstmals bei allen Vorbehalten die Protestanten eine gewisse Anerkennung erfuhren. Nachdem es zu keinem vom Papst in Aussicht gestellten Konzil gekommen war, unterstützte Ferdinand seinen Bruder darin, das Religionsproblem durch Religionsgespräche zu lösen. Er selbst leitete 1540 das Religionsgespräch in Hagenau, das nicht erfolgreich war. Aber Ferdinand gelang es, die beteiligten Parteien zu einer späteren Fortsetzung zu überreden. Ebenso leitete er die Reichstage von 1542 in Speyer und 1543 in Nürnberg. In religionspolitischer Hinsicht brachten diese wenig Bewegung. Ferdinand gelang es lediglich, die Reichsstände zur finanziellen Unterstützung für den Türkenkrieg zu bewegen.
Im Schmalkaldischen Krieg verbündeten sich protestantische Fürsten gegen Karl V., Ferdinand stand dabei auf Seiten des Kaisers. Allerdings verweigerte ihm ein Teil der böhmischen Stände den Gehorsam und es
brach ein Aufstand der böhmischen Stände aus, weil Ferdinand per Mandat und ohne Landtagszustimmung das Landesaufgebot gegen den Schmalkaldischen Bund einberufen hatte.
Nach dem Sieg in der Schlacht bei Mühlberg (1547) wurde der Schmalkaldische Bund zerschlagen. Jetzt gelang es Ferdinand, auch die Opposition in Böhmen zu besiegen. Im nachfolgenden Strafgericht Ferdinands wurden die Aufständischen aber auch die Oberlausitzer Städte hart bestraft (Oberlausitzer Pönfall), die Ferdinand nicht genügend unterstützt hatten.
1548 verfügte Ferdinand das Verbot und die Ausweisung der Brüderunität, während sich der nordböhmische Adel der Ausweisung lutherischer Prediger widersetzte.

#### Spanische Erbfolgepläne und Passauer Vertrag
Problematisch wurde das Verhältnis zum Bruder, als dieser versuchte, seinem Sohn Philipp auch die Nachfolge im Reich zu verschaffen (Spanische Sukzession). Im Jahr 1550/51 kam es darüber zu Verhandlungen zwischen Karl, Philipp und Ferdinand. Letzterer war nicht bereit, Philipp zu akzeptieren, und setzte durch, dass auch sein Sohn Maximilian an den Verhandlungen teilnehmen konnte. Man einigte sich nach langen Verhandlungen auf einen Kompromiss. Dieser hatte aber kaum Aussicht auf Realisierung. Der Plan sah vor, dass Philipp zum Römischen König und damit zum Nachfolger Ferdinands gewählt werden sollte. Auf Philipp sollte seinerseits Maximilian folgen. Hinzu kamen Absprachen über die Lehen in Reichsitalien, Hilfszusagen von Philipp für Ferdinand und die zukünftige Verheiratung einer Tochter Ferdinands mit Philipp. Was Ferdinand bewog, dem zuzustimmen, ist nicht ganz klar. Der Plan scheiterte ohnehin bereits in ersten Gesprächen mit den Kurfürsten, die eine Kandidatur Philipps ablehnten und im Hintergrund die Gefahr einer Erbmonarchie sahen. Letztlich musste Karl schließlich auf die Nachfolge seines Sohnes verzichten. Der Streit führte zu einer Entfremdung zwischen Karl und Ferdinand, die aber nicht so weit ging, dass Ferdinand illoyal geworden wäre. Dennoch begann er jetzt eine deutlich selbständigere Politik gerade auch im Interesse seiner Linie des Hauses Habsburg zu betreiben.

Zeitgenössischer Plan der Schlachtaufstellung bei Sievershausen, markgräfliche Truppen in Blau

Als es 1552 zum deutschen Fürstenaufstand gegen Karl V. kam, war der Argwohn des Kaisers so groß, dass er Ferdinand sogar zeitweise eines heimlichen Einverständnisses mit den Gegnern verdächtigte. Dies waren indes haltlose Unterstellungen. Tatsächlich hatte Ferdinand den Kaiser sogar auf die Gefahr aufmerksam gemacht. Ferdinand trat in Linz als Karls Beauftragter auf. Er war grundsätzlich bereit, auf die Forderungen der protestantischen Fürsten einzugehen. Allerdings behinderte Karl V. aus der Ferne die Einigung. Es konnte lediglich eine Fortsetzung der Gespräche vereinbart werden. Inzwischen drangen die Fürsten in österreichisches Gebiet vor und Karl musste aus Innsbruck fliehen. In Passau war er neben den Fürsten mit Moritz von Sachsen an der Spitze und den kaiserlichen Kommissaren selbst als Vermittler eine dritte Partei. Neben den Beschwerden über die kaiserliche Regierung und die Nichtbeachtung ständischer Rechte war der Schutz der Anhänger der Augsburger Konfession vor Sanktionen des Reiches ein schwieriges Problem. Der Kaiser wollte weder die Trennung der Konfessionen anerkennen noch bestimmte Reichsreformen zugestehen. Zwischen Karl und Ferdinand kam es darüber zu heftigen Auseinandersetzungen. Karl beharrte auf seinem Standpunkt. Ferdinand allerdings und die anderen katholischen Reichsstände sagten für sich zu, die Augsburger Konfession auf unbegrenzte Zeit anzuerkennen. Vor diesem Hintergrund kam es zum Passauer Vertrag, der den Konflikt beendete.
Im Herbst 1552 konnte sich Ferdinand dem Krieg gegen die Osmanen zuwenden. Der Kaiser versuchte in dieser Zeit, seinen geringer gewordenen Einfluss im Reich zurückzugewinnen. Er griff die von Frankreich besetzte Stadt Metz an. Der Kampf war wenig erfolgreich und Karl V. begann hinsichtlich der Reichspolitik zu resignieren. Es war Ferdinand überlassen, zusammen mit einigen hochrangigen Fürsten dem Markgrafen Alkibiades von Brandenburg-Kulmbach, der die Hochstifte in Franken bedrängte, entgegenzutreten (Markgräflerkrieg). Dabei konnten sich beide Konfliktparteien auf widersprüchliche kaiserliche Entscheidungen berufen. Schließlich gelang es, den Markgrafen mehrfach zu schlagen und ihn zum Verlassen des Reichsgebiets zu zwingen. Bemerkenswert war dabei das Bündnis Ferdinands mit Moritz von Sachsen in dieser Sache.

#### Augsburger Religionsfriede

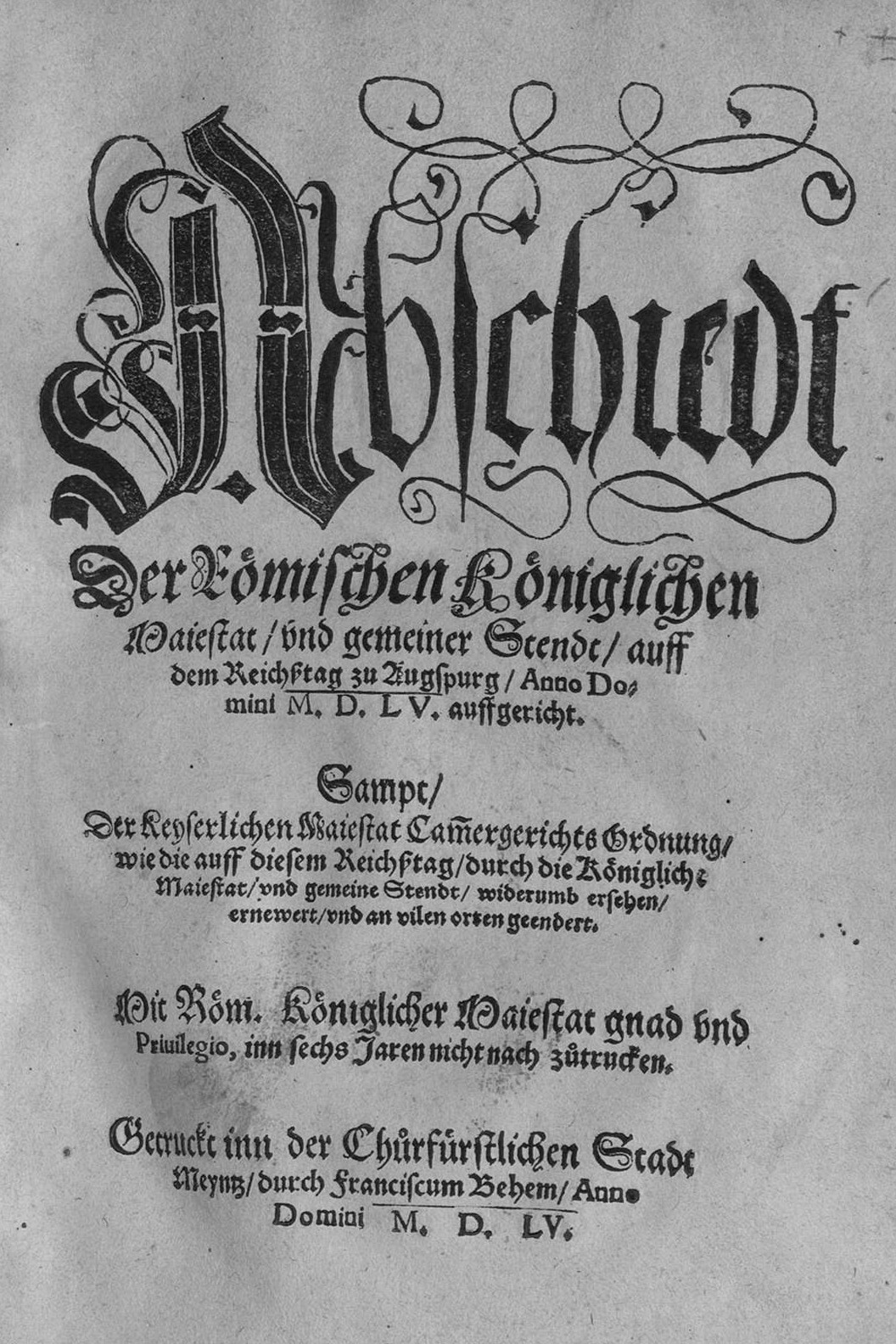
Erste Seite des von Franz Behem in Mainz gedruckten Dokuments

Dieser Krieg gegen einen Friedensbrecher sorgte dafür, dass der im Passauer Vertrag verankerte Reichstag zur Klärung der Religionsfragen sich verzögerte. Er fand dann vom 5. Februar bis zum 25. September 1555 in Augsburg statt. Kaiser und König hatten dabei unterschiedliche Zielvorstellungen. Ferdinand wollte den Passauer Vertrag als Basis der Verhandlungen nutzen, während Karl die Berufung auf den Vertrag ablehnte. Allerdings war auch Karl klar, dass Zugeständnisse an die Protestanten wahrscheinlich nicht zu umgehen waren. Daher sollte Ferdinand die Leitung des Reichstages übernehmen. Über die Rollen Karls und Ferdinands gibt es unterschiedliche Ansichten. Nach einer Version behielt der Kaiser die nominelle Leitung inne und nahm durch Kommissare auch Einfluss auf die Verhandlungen. Nach anderer Sicht hat der Kaiser nur an der Präposition mitgewirkt, danach aber sogar abgelehnt, in der Religionsfrage um Rat gefragt zu werden. Damit war Ferdinand die entscheidende Person des Reichstages. Dabei befanden sich Kaiser und König zunächst in der Defensive. Anders als geplant, erzwangen die Reichsstände, dass die Religionsfrage an die Spitze der Tagesordnung gesetzt wurde. Auch ging es den Protestanten nicht mehr um eine Überwindung der Konfessionsspaltung, sondern um ein friedliches Nebeneinander der beiden Seiten. Diese Wende war nicht im Sinn Ferdinands, er konnte sie aber auch nicht verhindern. Die Stände erarbeiteten einen Entwurf für eine Übereinkunft, die Ferdinand zur Stellungnahme zugeleitet wurde. Ferdinand musste eine schwierige Entscheidung treffen. Eine Zustimmung würde sein Ziel einer Aussöhnung erschweren. Sollten die Bemühungen und der Reichstag nicht scheitern, musste er sich kompromissbereit zeigen. Er sagte also die Prüfung und Ergänzung der Vorlage zu. Die von ihm eingefügten Punkte stärkten die katholische Position. Auf Grund königlicher Macht wurde im Religionsfrieden der Geistliche Vorbehalt verankert und damit auf Dauer der Fortbestand der geistlichen Fürstentümer gesichert. Für Untertanen in geistlichen Gebieten, die schon länger dem Protestantismus anhingen, wurde die Declaratio Ferdinandea eingefügt, die ihnen das Recht einräumte, weiterhin ihren Glauben zu praktizieren. Am Ende der verschiedentlich vom Scheitern bedrohten Verhandlungen stand der Augsburger Religionsfrieden. Damit waren die Lutheraner als Konfession anerkannt. Den Fürsten stand es zu, die Konfession für ihr Land zu wählen. Aber auch eine Exekutionsordnung und eine neue Ordnung für das Reichskammergericht wurde beschlossen. Allerdings bedeutete der Reichstag auch das Ende der Pläne für eine gestärkte Kaisermacht. Ferdinand hatte sich zu dieser Zeit bereits als der eigentliche Leiter der Reichspolitik etabliert. Noch während des Reichstages kündigte Karl V. dem Bruder seinen Rücktritt an. Der Reichsabschied sollte im Namen Ferdinands und nicht mehr durch Karl verkündet werden. Darauf ging Ferdinand nicht ein. Er bat Karl, seine Entscheidung zu überdenken.

### Zeit als Kaiser

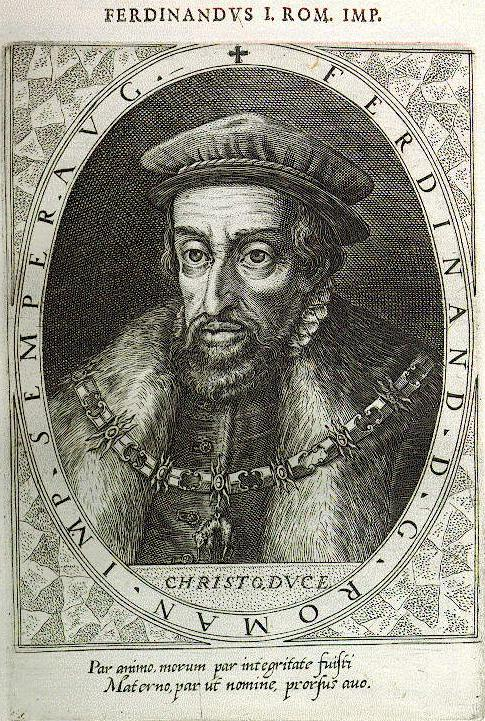
Dominicus Custos, Ferdinand als Kaiser

Ein Grund, weshalb Ferdinand eine rasche Abdankung Karls ablehnte, war, dass für eine Nachfolge nach Meinung der zeitgenössischen Juristen die Zustimmung der Kurfürsten nötig war. Deren Unterstützung war nicht sicher, und Ferdinand wollte sich diese erst sichern, ehe er sich der Wahl stellte. In der Folge gelang es Ferdinand, seine Position im Reich durch eine Reihe von Bündnissen zu stärken. Im Juni 1556 schloss er mit Bayern, dem Erzstift Salzburg und Augsburg den Landsberger Bund, dem sich weitere Reichsstände anschlossen. Ferdinand gelang es auch, zu einer Verständigung mit Kurfürst August von Sachsen zu kommen. Erschwert wurde die Lage durch eine osmanische Offensive und Aufstände im Ungarn. Dies verlängerte die Anwesenheit Ferdinands auf dem Reichstag von Regensburg um Monate. Karl V. hatte schon seine italienischen, niederländischen und spanischen Besitzungen an Philipp abgetreten und drängte auch auf einen Wechsel im Reich. Er reiste nach Spanien ab und ermächtigte Ferdinand am 8. August 1556, die Verhandlungen mit den Kurfürsten nach eigenem Ermessen zu führen. Zu diesem Zeitpunkt ging de facto die kaiserliche Gewalt auf Ferdinand über. Ein Amtsverzicht eines Kaisers war bisher noch nie geschehen, und nach langen Beratungen proklamierten die Kurfürsten auf dem Frankfurter Kurfürstentag trotz Einspruchs von Papst Paul IV. am 26. Februar 1558 Ferdinand anstelle seines Neffen Philipp II. zum Kaiser. Ferdinand nannte sich nunmehr „Erwählter Römischer Kaiser.“ Der Papst weigerte sich, dies anzuerkennen. Erst sein Nachfolger Pius IV. änderte dies.
Das Ende der Universalmonarchie Karls V. bedeutete für das Reich eine Schwächung seiner Bedeutung, während Spanien die überragende Macht wurde. Ferdinand und seine Nachfolger konnten außenpolitisch nicht mehr agieren, sondern konnten im Wesentlichen nur noch reagieren. Ein gutes Verhältnis zu Spanien war für Ferdinand daher von großer Bedeutung. Wegen der unklaren Nachfolge Philipps II. konnte er sich sogar Hoffnungen machen, dass das spanische Erbe an die österreichische Linie der Habsburger fallen könnte. Auch aus diesem Grund wurden etwa die ältesten Söhne Maximilians II. in Spanien erzogen. Auch wurde Philipp nach dem Tod seiner Frau mit Anna von Österreich verheiratet. Allerdings gab es zwischen den deutschen und spanischen Habsburgern auch Interessengegensätze. Dies betraf etwa die Frage von Reichsitalien. Spanien versuchte, die kleinen Lehen an sich zu binden, so das Herzogtum Mailand. Auch das strategisch wichtige Reichslehen Stato dei Presidi kam 1559 an Spanien. Ähnliche Versuche gab es auch für andere Gebiete. Dies war ein Grund, weshalb Ferdinand Philipp nicht mit dem Reichsvikariat für Italien belehnte. Aber insgesamt hatte Ferdinand der spanischen Expansion in Italien nichts entgegenzusetzen. Auch Herzöge von Savoyen und der Papst begannen die offensichtliche Schwäche des Reiches auszunutzen. Papst Pius V. erhob Cosimo I. de’ Medici trotz der Zugehörigkeit der Toskana zum Reich zum Großherzog.
Die Schwächung des Kaisertums hat paradoxerweise im Reich zu einer Beruhigung beigetragen, da die Reichsstände nicht mehr wie zuvor die habsburgische Übermacht fürchten mussten. Zudem stellte weder der Kaiser noch die Fürsten den Augsburger Religionsfrieden grundsätzlich in Frage. Gleichwohl kam es weiterhin zu zahlreichen Konflikten.

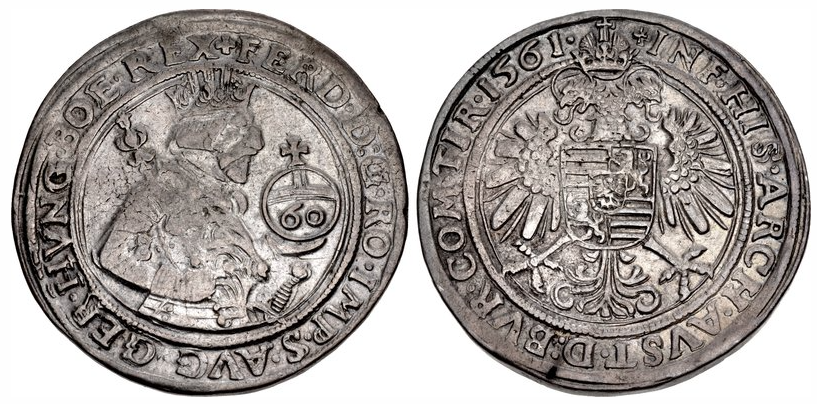
Kaiser Ferdinand I., Reichsguldener (Reichsgulden) zu 60 Kreuzer von 1561 nach der neuen Augsburger Reichsmünzordnung von 1559 (Silber; Durchmesser 39 mm; 24,47 g)

Ähnlich wie in den österreichischen Erblanden bemühte Ferdinand sich darum, auch die kaiserliche Verwaltung zu modernisieren. Nachdem er Kaiser geworden war, wurde der Hofrat zum Reichshofrat umgeformt. Auch die Reichshofkanzlei mit dem Reichsvizekanzler wurde in Wien angesiedelt. Der 1559 geschaffene Reichshofrat legte die Grundlage für diese zentrale kaiserliche Institution für die kommenden zweihundert Jahre. Die Aufgaben des Reichshofrats waren weit gespannt und umfassten sowohl Verwaltungs- wie auch Justizfragen. Insbesondere für die Reichslehen war er als Gericht allein zuständig. Als Beratungsgremium wichtiger war freilich der Geheime Rat. Beide Behörden waren frei von ständischem Einfluss, und die Mitglieder wurden vom Kaiser frei ernannt. Die Institution wurde auch von den protestantischen Ständen zu Ferdinands Zeit nicht in Frage gestellt. Grundsätzlich änderte sich an der ständischen Struktur des Reiches nichts. Es kam zu einigen Reformen wie dem Erlass der Augsburger Reichsmünzordnung von 1559. Vor allem gewann das Reichskammergericht an Bedeutung.
In seinen letzten Jahren widmete sich Ferdinand im Rahmen seiner auf Versöhnung ausgerichteten Religionspolitik dem Ziel, die Kirchenspaltung zu überwinden. Er strebte ein allgemeines Konzil unter Einbeziehung auch der Protestanten an. Er war zu einer Einschränkung des päpstlichen Absolutismus sowie zu Reformen in der katholischen Kirche, wie in Fragen der Priesterehe oder des Laienkelchs, bereit. Einen nennenswerten Erfolg hatte er damit nicht. Pius IV. lehnte dies ebenso wie der neue spanische König Philipp II. ab. Stattdessen wurde 1562 das zwischenzeitlich unterbrochene Konzil von Trient fortgesetzt. Mit seinen Forderungen und Vorstellungen einer umfassenden Reform der Kirche konnte Ferdinand sich im Konzil nicht durchsetzen.
Er versuchte, Stände der beiden Konfessionen in regionalen Bünden zusammenzubringen. Außenpolitisch stimmte er sich mit den Kurfürsten ab. Zusammen mit diesen verzichtete er darauf, die von Frankreich 1552 eroberten Hochstifte und Städte in Lothringen zurückzuerobern.

### Nachfolge: Ferdinandeische Hausordnung

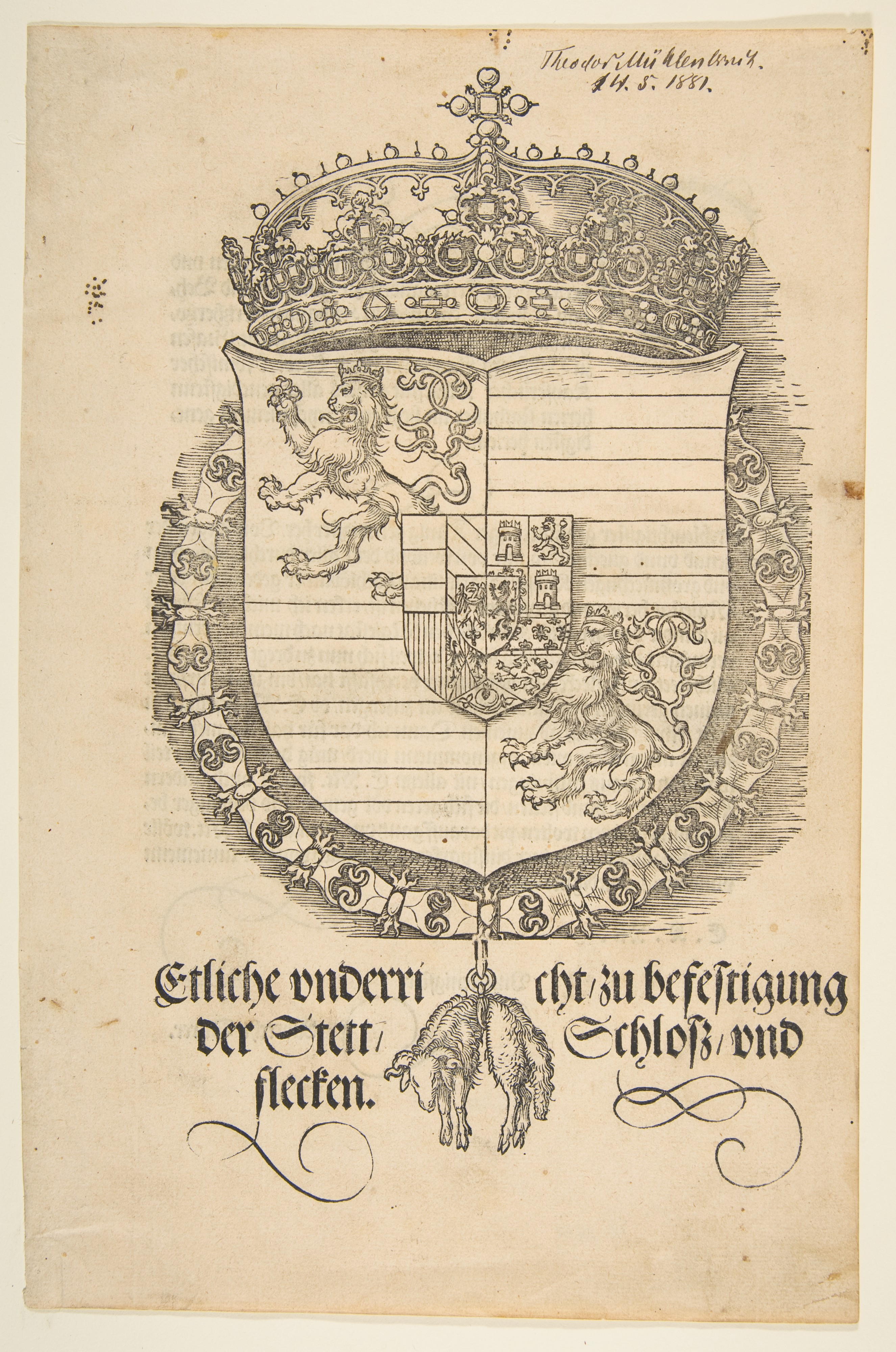
Wappen Ferdinands I. von Albrecht Dürer

Das Verhältnis zu seinem Sohn Maximilian war problematisch. Im Gegensatz zum katholischen Ferdinand zeigte dieser Sympathien für den Protestantismus. Daher verheiratete Ferdinand ihn mit seiner Nichte Maria, der Tochter Karls V. Als das Paar aus Spanien zurückkehrte, wurden sie mit einem festlichen Einzug in Wien, bei dem erstmals auch ein Elefant mitgeführt wurde, feierlich empfangen.
Bei allen Vorbehalten brachte Ferdinand 1562 die Wahl seines Sohnes Maximilian zum römischen König zustande. Aber das Misstrauen gegenüber dem Sohn führte dazu, dass er die Erblande in der Ferdinandeischen Hausordnung (und dem Wiener Testament) vom 25. Februar 1554 aufteilte. Sollte Maximilian tatsächlich zum Protestantismus übertreten, blieben zumindest Teile des Besitzes katholisch. Hinzu kam, dass ihm sein jüngerer Sohn Ferdinand näher stand als Maximilian. Letzterer erhielt nur die Gebiete im heutigen Nieder- und Oberösterreich (Niederösterreich) sowie Böhmen und Ungarn. Erzherzog Karl, der Jüngste, bekam die Steiermark, Kärnten und Krain (Innerösterreich), und Ferdinand regierte das durchwegs katholische Tirol mit den Vorlanden (Oberösterreich). In Hinsicht auf eine stärkere Zentralisierung der Erblande bedeutete die Teilung unter seinen Söhnen aber einen Rückschritt: Sie trennte neuerlich diejenigen Gebiete, die sein Vorfahre Kaiser Friedrich III. Ende des vorangegangenen Jahrhunderts wieder vereint hatte. Diese Trennung kam noch aus der Neuberger Erbteilung 1379 in Albertiner, Leopoldiner (zu der auch Ferdinand gehörte) und dann auch (Ältere) Tiroler Habsburger. Sie wurde insofern im Sinne der Rudolfinischen Hausordnung Rudolfs des Stifters relativiert, als beide Linien Wappen, Banner und Titel aller Länder führen sollten. Die Erbteilung hielt aber nicht lange an, da die Primogenitur Maximilians wie auch die Sekundogenitur Ferdinands in der nächsten Generation erloschen und Karl der weitere Stammherr des Hauses Habsburg in der Linie Innerösterreich wurde, und damit die österreichischen Erblande in den 1620ern – und nun endgültig – wieder vereint wurden.

### Privates Leben
Ferdinand war persönlich eher bescheiden und aß weniger als sein Bruder Karl. Er beschäftigte verschiedene Künstler an seinem Hof. In Prag ließ er auf dem Hradschin von italienischen Baumeistern in den Jahren 1538–1560 am östlichen Rand des Königsgartens ein Lustschlösschen für seine Ehefrau Anna Jagiello errichten, das heute als Prager Belvedere bezeichnet wird. Bei größeren Bauprojekten legte Ferdinand Wert darauf, vorher über die Konzeption informiert zu werden. Er war Sammler antiker Kunst und besaß eine Münzsammlung. Nach Art der Zeit sammelte er Kuriositäten und legte in der Hofburg eine Wunderkammer an. Ferdinand war ein passionierter Musikliebhaber und unterhielt eine große Hofkapelle. Er förderte die Harnischmacher. Die für ihn und seine Söhne gefertigten kunstvollen Rüstungen sind erhalten, darunter ein Exemplar im Metropolitan Museum of Art. Des Weiteren war er ein Freund der Jagd. Ferdinand bejagte Wildschweine und Bären und ging auch der Falknerei nach. Abgesehen von seinen jungen Jahren, als er Interesse für die Artillerie hatte, war er wenig am Militärischen interessiert.

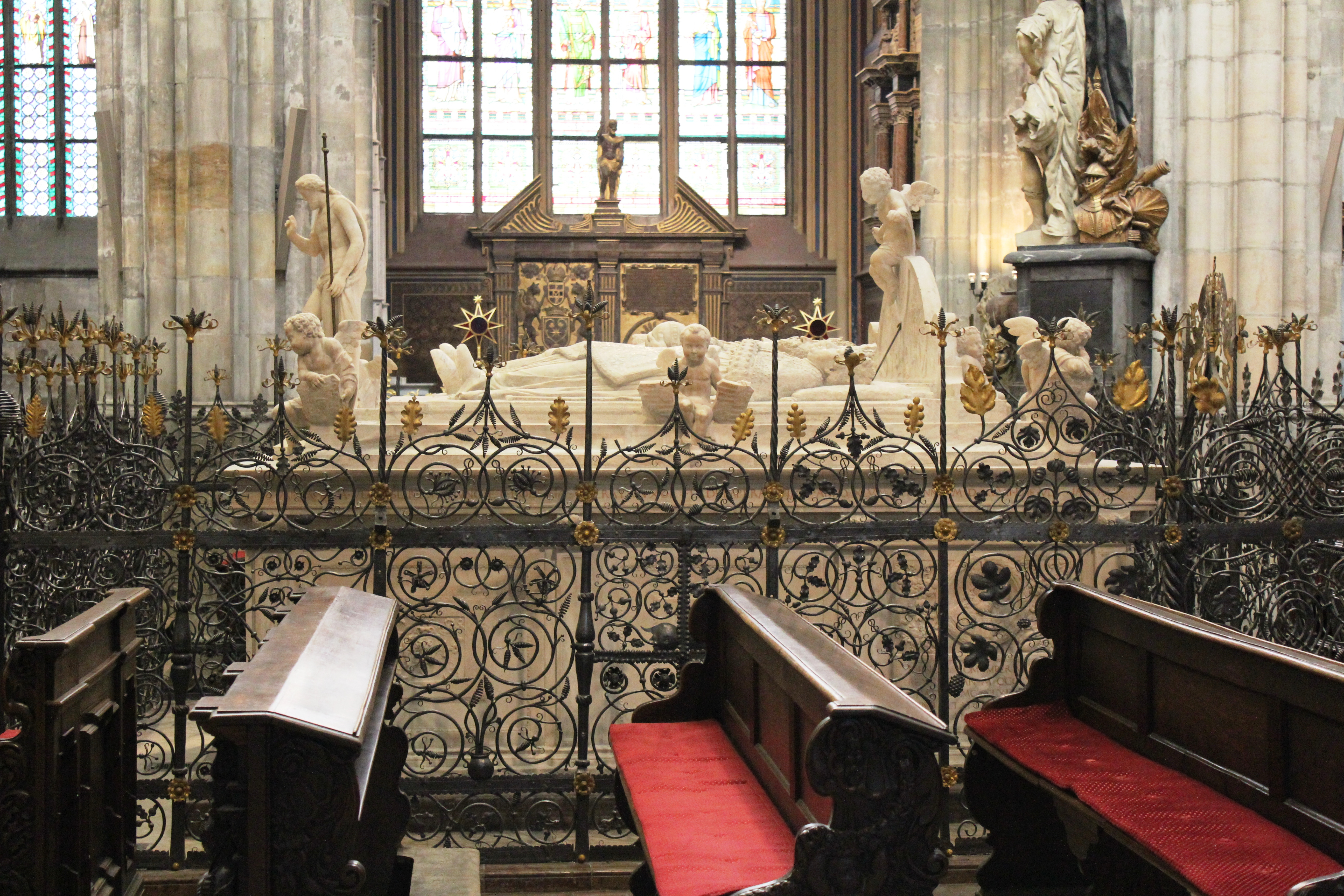
Sammelgrab von Kaiser Ferdinand I., Kaiser Maximilian II. und Kaiserin Anna im Veitsdom auf der Prager Burg

Ab 1563 immer öfter von Fieberanfällen geplagt, verstarb Ferdinand am 25. Juli 1564 in Wien und wurde im Veitsdom auf der Prager Burg begraben – neben seiner Frau Anna, mit der er rund 25 Jahre eine glückliche Ehe geführt hatte.
Ferdinands Wahlspruch lautete: „Fiat iustitia et pereat mundus.“ („Es soll Gerechtigkeit geschehen, und gehe die Welt darüber zugrunde.“) Ferdinand hat sich im Laufe der Zeit ein beträchtliches Ansehen erworben. Erasmus von Rotterdam widmete ihm die zweite Auflage der Institutio Principis Christiani.

## Nachkommen
Seine Gemahlin Anna von Böhmen und Ungarn (1503–1547) gebar 15 Kinder, von denen drei Söhne und neun Töchter den Vater überlebten.
1. Elisabeth (1526–1545) ⚭ 1543 Sigismund II. August (1520–1572) König von Polen
2. Maximilian (II.) (1527–1576), Kaiser des Heiligen Römischen Reiches ⚭ 1548 Maria von Spanien (1528–1603)
3. Anna (1528–1590) ⚭ 1546 Albrecht V. (1528–1579) Herzog von Bayern
4. Ferdinand (II.) (1529–1595), Erzherzog von Österreich-Tirol
  1. ⚭ 1557 Philippine Welser (1527–1580)
  2. ⚭ 1582 Anna Katharina Gonzaga (1566–1621)
5. Maria (1531–1581) ⚭ 1546 Wilhelm (Jülich-Kleve-Berg) Herzog von Jülich, Kleve und Berg
6. Magdalena (1532–1590), Stiftsdame des Haller Damenstiftes.
7. Katharina (1533–1572)
  1. ⚭ 1549 Francesco III. Gonzaga (1533–1550) Herzog von Mantua-Montferrat
  2. ⚭ 1553 Sigismund II. August (1520–1572) König von Polen
8. Eleonore[67] (1534–1594) ⚭ 1561 Guglielmo Gonzaga (1538–1587) Herzog von Mantua und Montferrat
9. Margarethe[68] (1536–1567), Stiftsdame des Haller Damenstiftes.
10. Johann (1538–1539)
11. Barbara (1539–1572) ⚭ 1565 Alfonso II. d’Este (1533–1597) Herzog von Ferrara, Modena und Reggio
12. Karl (II.) (1540–1590), Erzherzog von Innerösterreich ⚭ 1571 Maria Anna von Bayern (1551–1608)
13. Ursula (1541–1543), † 30. April 1543 in Innsbruck, Beisetzung im Zisterzienserstift Stams[69]
14. Helena[70] (1543–1574), Stiftsdame des Haller Damenstiftes.
15. Johanna (1547–1578) ⚭ 1565 Francesco I. de’ Medici (1541–1587) Großherzog von Toskana

Seine Frau starb bei der Geburt ihrer jüngsten Tochter Johanna am Kindbettfieber.
Seine zahlreichen Töchter dienten zu einer umfassenden Heiratspolitik. Sie wurden standesgemäß verheiratet, und so wurde Ferdinand zum Ahnherren zahlreicher europäischer Herrscherfamilien.

## Vorfahren
|  |                                          |  |  |  |  |  |  |  |  |  |  |  |  |
|  | Friedrich III. (HRR) (1415–1493)         |  |  |  |  |  |  |  |  |  |  |  |  |
|  |                                          |  |  |  |  |  |  |  |  |  |  |  |  |
|  |                                          |  |  |  |  |  |  |  |  |  |  |  |  |
|  | Maximilian I. (HRR) (1459–1519)          |  |  |  |  |  |  |  |  |  |  |  |  |
|  |                                          |  |  |  |  |  |  |  |  |  |  |  |  |
|  |                                          |  |  |  |  |  |  |  |  |  |  |  |  |
|  | Eleonore Helena von Portugal (1436–1467) |  |  |  |  |  |  |  |  |  |  |  |  |
|  |                                          |  |  |  |  |  |  |  |  |  |  |  |  |
|  |                                          |  |  |  |  |  |  |  |  |  |  |  |  |
|  | Philipp I. (Kastilien) (1478–1506)       |  |  |  |  |  |  |  |  |  |  |  |  |
|  |                                          |  |  |  |  |  |  |  |  |  |  |  |  |
|  |                                          |  |  |  |  |  |  |  |  |  |  |  |  |
|  | Karl der Kühne (1433–1477)               |  |  |  |  |  |  |  |  |  |  |  |  |
|  |                                          |  |  |  |  |  |  |  |  |  |  |  |  |
|  |                                          |  |  |  |  |  |  |  |  |  |  |  |  |
|  | Maria von Burgund (1457–1482)            |  |  |  |  |  |  |  |  |  |  |  |  |
|  |                                          |  |  |  |  |  |  |  |  |  |  |  |  |
|  |                                          |  |  |  |  |  |  |  |  |  |  |  |  |
|  | Isabelle de Bourbon (1437–1465)          |  |  |  |  |  |  |  |  |  |  |  |  |
|  |                                          |  |  |  |  |  |  |  |  |  |  |  |  |
|  |                                          |  |  |  |  |  |  |  |  |  |  |  |  |
|  | Ferdinand I. (HRR) (1503–1564)           |  |  |  |  |  |  |  |  |  |  |  |  |
|  |                                          |  |  |  |  |  |  |  |  |  |  |  |  |
|  |                                          |  |  |  |  |  |  |  |  |  |  |  |  |
|  | Johann II. (Aragón) (1397–1479)          |  |  |  |  |  |  |  |  |  |  |  |  |
|  |                                          |  |  |  |  |  |  |  |  |  |  |  |  |
|  |                                          |  |  |  |  |  |  |  |  |  |  |  |  |
|  | Ferdinand II. (Aragón) (1452–1516)       |  |  |  |  |  |  |  |  |  |  |  |  |
|  |                                          |  |  |  |  |  |  |  |  |  |  |  |  |
|  |                                          |  |  |  |  |  |  |  |  |  |  |  |  |
|  | Juana Enríquez (1425–1468)               |  |  |  |  |  |  |  |  |  |  |  |  |
|  |                                          |  |  |  |  |  |  |  |  |  |  |  |  |
|  |                                          |  |  |  |  |  |  |  |  |  |  |  |  |
|  | Johanna von Kastilien (1479–1555)        |  |  |  |  |  |  |  |  |  |  |  |  |
|  |                                          |  |  |  |  |  |  |  |  |  |  |  |  |
|  |                                          |  |  |  |  |  |  |  |  |  |  |  |  |
|  | Johann II. (Kastilien) (1405–1454)       |  |  |  |  |  |  |  |  |  |  |  |  |
|  |                                          |  |  |  |  |  |  |  |  |  |  |  |  |
|  |                                          |  |  |  |  |  |  |  |  |  |  |  |  |
|  | Isabella I. (Kastilien) (1451–1504)      |  |  |  |  |  |  |  |  |  |  |  |  |
|  |                                          |  |  |  |  |  |  |  |  |  |  |  |  |
|  |                                          |  |  |  |  |  |  |  |  |  |  |  |  |
|  | Isabella von Portugal (1428–1496)        |  |  |  |  |  |  |  |  |  |  |  |  |
|  |                                          |  |  |  |  |  |  |  |  |  |  |  |  |
|  |                                          |  |  |  |  |  |  |  |  |  |  |  |  |